# Ratpenat de les flors de Sezekorn
El ratpenat de les flors de Sezekorn (Erophylla sezekorni) és una espècie de ratpenat de la família dels fil·lostòmids que viu les Bahames, les illes Caiman, Cuba i Jamaica.

## Subespècies
- Erophylla sezekorni mariguanensis
- Erophylla sezekorni planifrons
- Erophylla sezekorni sezekorni
- Erophylla sezekorni syops